# 1995 WH7
1995 WH7 är en asteroid i huvudbältet som upptäcktes den 26 november 1995 av den japanska astronomen Takao Kobayashi vid Ōizumi-observatoriet.
Asteroiden har en diameter på ungefär 8 kilometer och den tillhör asteroidgruppen Nysa.